# Мрози
Мрози (пол. Mrozy) — місто в східній Польщі, Мінський повіт. Адміністративний центр ґміни Мрози.

## Історія
У XVI ст. село було відоме як Грози. 1866 р. селом пройшла залізниця Варшава-Тересполь, було відкрито станцію. На початку ХХ ст. Мрози були відомі як курорт і місце літнього відпочинку.
1 січня 2014 р. Мрозам надано статус міста.

## Пам'ятки
- Вокзал залізничної станції Мрози (1888)
- Літні будинки відпочинку (переважно 1920-1930-і рр.)
- 2 водяних муровано-дерев'яних млини (поч. ХХ ст.)

## Цікаві факти
З 1908 по 1967 рр. у Мрозах діяла унікальна лінія кінного трамваю з шириною колії 900 мм. протяжністю 2,5 км. 2007 р. було вирішено відновити лінію. У серпні 2011 р. почалися відбудовчі роботи, а 10 серпня 2012 р. відновлену лінію було урочисто відкрито.